# Godus
Godus ist ein Videospiel im Göttersimulation-Genre, entwickelt von der unabhängigen Firma 22Cans und veröffentlicht von DeNA. Das Unternehmen startete eine Kickstarter-Kampagne zur Geldbeschaffung und erreichte am 20. Dezember 2012 sein Finanzierungsziel von 450.000 GBP (732.510 USD). Godus wurde von Peter Molyneux entworfen und wird von ihm als geistiger Nachfolger seiner früheren Schöpfung Populous bezeichnet. Während die mobilen Versionen des Spiels weiterhin aktualisiert werden, gibt es für die Steam-Version mit Early Access noch keine aktualisierte Beta seit Dezember 2014 (Stand 10. März 2020). Der Vertrag des führenden Entwicklers des Spiels, Konrad Naszynski, ist am 28. Juni 2016 abgelaufen, und es wurde berichtet, dass niemand mehr an der PC-Version arbeitet. Ende 2023 wurden Godus und Godus Wars von der Steam-Plattform entfernt.

## Spielablauf
Der Spieler beginnt damit, einen Mann und eine Frau vor dem Ertrinken zu retten. Sobald der Spieler sie ins „Gelobte Land“ führt, werden sie sich niederlassen und ein Zelt aufbauen. Sie werden einen Arbeiter gebären, welcher ein weiteres Zelt baut, in dem er leben kann. Durch die Verwendung dieser Strategie wird der Spieler die Welt erkunden und die Bevölkerung im Laufe der Zeit vergrößern. Das Hauptmerkmal dieses Spiels ist, dass der Spieler in der Lage ist, die Höhenstufen nach Belieben neu zu gestalten. Unterschiedliche Ebenen brauchen mehr „Glauben“ als sonst. Der Spieler wird in der Lage sein, mindestens eine andere Welt zu erkunden, nachdem er ein bestimmtes Schiff gefunden und genügend Ressourcen gesammelt hat, um es zu reparieren. Der Spieler wird mehr Wohnhäuser bauen müssen, und während er dies tut, wird die Bevölkerung, die ihn anbetet, größer werden. Wenn die Bevölkerung wächst, wird man mit Karten belohnt, die einem Zugang zu mehr „Kräften“ verschaffen und auch seinen Anhängern neue Fähigkeiten und Verhaltensweisen verleihen.

## Entwicklung
Godus war das Werk des Gamedesigners Peter Molyneux und seines Entwicklungsstudios 22Cans. Das Spiel ist der geistige Nachfolger von Molyneux’ früherer Kreation Populous und ist von seinen anderen Titeln inspiriert: Dungeon Keeper und Black & White. Molyneux verließ seine Position bei Microsoft im März 2012, um 22Cans zu gründen. Mit 20 Mitarbeitern veröffentlichte das Studio am 6. November 2012 sein erstes Spiel Curiosity – What’s Inside the Cube? und begann mit der Arbeit an Godus.
Das Unternehmen startete eine Kickstarter-Kampagne, um die Kosten für die Produktion des Spiels zu decken, und die Kampagne erreichte am 20. Dezember 2012 ihr Finanzierungsziel von 450.000 GBP (732.510 USD). Obwohl das Spiel nur zwei Tage vor Ende der Kampagne finanziert wurde, wurden alle verbleibenden Zusagen in Richtung Stretch-Ziele gemacht, die dem Spiel Funktionen wie mehr Einzelspieler-Modi, einen kooperativen Modus und zusätzliche Unterstützung für Linux und die Ouya-Plattform hinzufügen würden. 22Cans plante, am 13. Dezember 2012 einen Prototyp des Spiels zu veröffentlichen, um mehr Unterstützer für die Kampagne zu gewinnen. Am Ende der Kampagne wurden 526.563 GBP gesammelt und fünf der sechs Streckziele erreicht, ohne das Ziel der Ouya-Unterstützung zu erreichen. Am 13. September 2013 wurde Godus auf Steam Early Access als Beta-Version veröffentlicht.
Eine Freemium-iOS-Version des Spiels wurde am 7. August 2014 veröffentlicht, und die Android-Version folgte am 27. November 2014.
Mit dem Ende von Molyneux’ sozialem Experiment Curiosity – What's Inside the Cube? wurde bekannt, dass bei Godus eine einzelne Person als virtueller Gott über alle anderen Spieler herrschen wird. Es wurde auch offenbart, dass derselbe Spieler einen Teil der Einnahmen aus dem Spiel erhält. Bis Februar 2015 hat der Gewinner Bryan Henderson den Preis noch nicht erhalten. Im März 2017 verkündete Molyneux, dass Godus keinen Gewinn gemacht habe und Henderson kein Geld erhalten würde.
Im Februar 2015 wechselte 22Cans den Fokus auf einen anderen Titel The Trail, und das verbleibende Godus-Entwicklungsteam bestätigte, dass sie „nicht alle Funktionen, die auf der Kickstarter-Seite versprochen wurden, bereitstellen können“. Aufgrund der scheinbaren Aufgabe des Projekts durch Molyneux, entgegen seiner früheren Begeisterung, forderten viele Fans Rückerstattungen. Darüber hinaus verweisen die Fans häufig auf „schändliche Behandlung“ und unverhohlenes Lügen in Verbindung mit Godus und damit auch mit Molyneux.
Im Februar 2016 veröffentlichten 22cans ein neues Spiel mit dem Titel Godus Wars, das einen kampforientierten Echtzeit-Strategie-Modus hinzufügt, aber das ursprüngliche Godus-Spiel ist nach wie vor eine eigenständige Welt, die vom neuen Spiel getrennt ist.

## Rezeption
Tom Bramwell von Eurogamer äußerte die Befürchtung, dass erfolgreiche Spieleautoren ihre Projekte mit Kickstarter finanzierten, und erklärte: „Ich schaue auf Kickstarter durch das Prisma von Molyneux und Braben und Schafer und Fargo, die aus ihren Villen greifen und ihre goldenen Becher in meine Richtung rasseln. Sie versetzen mich sofort in die Mentalität eines Konsumenten […], der eine Vorbestellung mit der potentiellen Fiktion seiner oft gebrochenen Vorveröffentlichungsversprechen abwägt. […] Es ist nicht falsch, weil sie Menschen ausnutzen – was vielleicht der Fall ist oder auch nicht –, sondern weil es absolut nicht das ist, worum es bei Kickstarter geht.“ Molyneux antwortete und sagte: „Ich verstehe nicht, warum ich mit meinem Hintergrund von Kickstarter ausgeschlossen werden sollte. Ich habe mich entschieden, als ich Microsoft verlassen habe, um wieder ein kleiner Entwickler zu werden und mich selbst zu definieren, wie ein kleiner Entwickler sich selbst definiert, und das ist jemand, der unglaubliche Risiken eingeht – dumme Risiken wie das Release von Curiosity und das Benutzen von Kickstarter.“ Molyneux sagte auch, dass er viel eigenes Geld in das Entwicklungsstudio 22Cans investiert habe.
Zusätzliche Kritik wurde an dem für die iOS-Version gewählten Freemium-Modell geäußert. Spieler und Kickstarter-Unterstützer haben negativ auf die gebrochenen Versprechen von Molyneux reagiert, und Forderungen nach Rückerstattungen oder Entschuldigungen wurden nicht erfüllt oder beantwortet.